# Maxwell D. Taylor
Maxwell Davenport "Max" Taylor (26 de agosto de 1901 - 19 de abril de 1987) fue un general de cuatro estrellas y diplomático de mediados del siglo XX, que sirvió como Jefe de la Junta de Jefes de Estado Mayor durante las Presidencias de John F. Kennedy y Lyndon B. Johnson.

## Juventud
Taylor nació en Keytesville (Misuri) y se graduó de la Academia Militar de los Estados Unidos en 1922.

## Segunda Guerra Mundial
Taylor alcanzó el máximo escalafón en el ejército bajo la tutela del general Matthew B. Ridgway cuando éste comandó la 82.ª División Aerotransportada en la primera mitad de la Segunda Guerra Mundial. En 1943, las habilidades lingüísticas y diplomáticas de Taylor resultaron en una misión secreta en Roma para coordinar el asalto aéreo de la división con las fuerzas italianas. El general Dwight D. Eisenhower diría más tarde "los riesgos que corrió fueron los más grandes que cualquier otro agente hubiera corrido durante la guerra". A cientos de millas tras las líneas enemigas, Taylor se forzó a utilizar su uniforme, a fin de evitar ser fusilado por espía si caía prisionero. Ahí se reunió con el nuevo Primer Ministro Italiano Pietro Badoglio y con el general Giacomo Carboni. Durante el inicio de la ejecución de la operación la zona de aterrizaje de las tropas fue ocupada por las fuerzas alemanas. Los aviones de transporte ya estaban en el aire cuando Taylor envió el mensaje de cancelación de la misión, evitando que se convirtiera en una misión suicida. Estos esfuerzos detrás de las líneas enemigas le ganaron ser notado por los altos niveles del comando Aliado.
Después de la campaña del Mediterráneo, Taylor fue asignado el mando de la 101.ª División Aerotransportada, que se encontraba entrenando en Inglaterra, después de que su comandante anterior, el Mayor William C. Lee sufriera un ataque cardíaco.
Taylor saltó en Normandía el 6 de junio de 1944 junto con sus hombres. Fue el primer general aliado en la Francia del Día D. Mandó la 101 durante el resto de la guerra, asistiendo personalmente a las campañas como la Operación Market Garden, pero no estuvo presente en la batalla de Bastogne durante la campaña del Bulge, porque estaba atendiendo conferencias en los Estados Unidos. El comandante de la División de Artillería, el general brigadier Anthony McAuliffe ejerció el comando en su ausencia. Algunos de los paracaidistas se enojaron con Taylor por esto. El general Taylor llamó a la defensa de Bastogne como "la batalla final de la 101.ª División " y comentó que su ausencia de esta batalla fue una de las mayores cosas de las cuales se lamentaba en su vida.

## Después de la Segunda Guerra Mundial

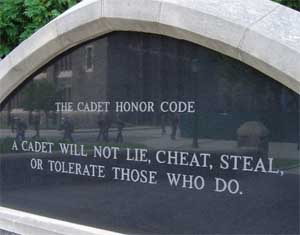
Honor Monument at West Point

De 1945 a 1949 Taylor fue nombrado Superintendente de West Point. En 1947 se convirtió en el primer oficial honrado por el Código de Honor en West Point. También fue comandante de las tropas aliadas en Berlín de 1949 a 1951.
En 1953 fue enviado a la Guerra de Corea. De 1955 a 1959 fue Jefe de Estado Mayor del Ejército, sucediendo a su mentor Matthew B. Ridgway. Durante este tiempo trató de ajustar las políticas del ejército hacia la nueva era nuclear, reestructurando a la división de infantería.
Durante 1957, el Presidente Dwight D. Eisenhower ordenó a Taylor el despliegue de 1000 efectivos de la 101.ª hacia Little Rock, Arkansas para reforzas a las fuerzas federales para disgregar a los estudiantes del Little Rock Central High School durante la crisis de Little Rock.
Como Jefe de Estado Mayor, Taylor fue uno de los más grandes críticos de la administración de Eisenhower y su política del "New Look". Criticó además el sistema inadecuado de los jefes de estado mayor conjuntos. Frustrado con la falla en la administración, Taylor se retiró del servicio activo en junio de 1959.

## Regreso al servicio activo
En 1960 el demócrata John F. Kennedy había alcanzado la presidencia. Después del falló de la Invasión a Bahía de Cochinos, Kennedy, quien pensaba que el fallo era por la mala inteligencia militar de sus jefes conjuntos, ordenó a Taylor que le preparara un nuevo plan militar, nombrándolo Jefe de la fuerza de investigación del fallo de la invasión.
Tanto Kennedy como su hermano, el fiscal general Robert F. Kennedy sentían una inmensa estima por Taylor, a quien veían como un hombre de incuestionable integridad, sincero, inteligente y diplomático. El grupo de estudios de Cuba realizó durante seis meses lo que denominaron "la autopsia de los desastrosos eventos que rodearon a Bahía de Cochinos". Durante esta investigación Taylor desarrolló un afecto personal por Robert Kennedy, una amistad mutua y que permaneció firme hasta el asesinato de Robert F. Kennedy en 1968.
Poco antes de que concluyera la investigación, Kennedy le solicitó que volviera al servicio activo y lo instaló en el recientemente creado puesto de "Representante Militar del Presidente". Su relación personal con el presidente y la Casa Blanca le convirtió en el Asesor Militar Personal de Kennedy, pasando por alto a los Jefes Conjuntos. El 1 de octubre de 1962, Kennedy le nombró Jefe del Estado Mayor Conjunto, donde estaría hasta 1964.

## Guerra de Vietnam
Taylor fue de vital importancia durante las primeras semanas y meses de la Guerra de Vietnam. Mientras que al inicio le dijo al Presidente Kennedy que "la independencia de Vietnam del Sur era responsabilidad de la gente y del gobierno de ese país", pronto recomendó el envío de 8,000 soldados a la región. Después de entregar su reporte al Gabinete y a los Jefes Conjuntos, Taylor cambió su decisión respecto a enviar soldados a Vietnam del Sur: "No creo que exista nadie que responda más fuerte, excepto un hombre, y es el Presidente. Él no solo creé que es lo correcto... es su convicción personal que los Estados Unidos deben enviar tropas de apoyo."
Taylor se opuso al derrocamiento y asesinato del Presidente Ngo Dinh Diem.

## Críticas
Taylor recibió fuertes críticas en el libro del Mayor H. R. McMaster "Dejando el deber". Específicamente se le acusa de representar erróneamente los intereses del Secretario de la Defensa Robert McNamara y de hacer a un lado las decisiones de la junta de jefes.